# Кнессет 23-го созыва
Кнессет 23-го созыва (ивр. הכנסת העשרים ושלוש‎) — парламент Государства Израиль, избранный на парламентских выборах в марте 2020 года
Кнессет 23-го созыва был приведен к присяге 16 марта.
Предпринимаются попытки создать правительство национального единства, в которое войдут и Беньямин Нетаньяху, лидер партии Ликуд, и Беньямин Ганц, глава блока «Кахоль Лаван».
Во время выборов главы парламента у Бени Ганца не было конкурентов. Он был единственным, кто подал свою кандидатуру на пост спикера. Депутат Ахмед Тиби предпринимал попытку выдвинуть себя на пост по телефону, но сделал это слишком поздно. Фракция «Еш Атид» объявила, что не примет участие в голосовании. Депутат Меир Коэн, представляющий эту фракцию, был кандидатом от «Кахоль-Лаван» до того момента, пока Бени Ганц не решил сам баллотироваться на эту должность. 26 марта новым спикером был избран Бени Ганц, за которого проголосовали 74 парламентария, 17 были против, остальные воздержались от голосования.

## Список партий (фракций)
- Ликуд — 36 мандатов
- Еш атид-Телем — 16 мандатов
- Кахоль-Лаван — 15 мандатов
- Общий список — 15 мандатов
- ШАС — 9 мандатов
- Наш дом Израиль — 7 мандатов
- Яхадут ха-Тора — 7 мандатов
- Ямина — 5 мандатов
- Авода-Мерец — 6 мандатов
- Дерех-Эрец[англ.] — 2 мандата (политическая фракция, отделилась от партии Телем 29 марта 2020)
- Гешер[англ.] — 1 мандат
- Еврейский Дом — 1 мандат